# Planta de dia longo
Uma planta de dia longo é uma planta que requer menos do que um certo número de horas de escuridão por cada período de 24 horas para que seja induzida a floração. As plantas de dias longo geralmente exibem floração no fim da Primavera ou início do Verão e usam o sistema de fitocromos para detectar o tamanho do dia ou o fotoperíodo.

## Exemplos de plantas de dia longo
Requerimento obrigatório:
- Cravo (Dianthus sp.)
- Hyoscyamus sp.
- Aveia (Avena sp.),
- Lolium sp.
- Trifolium sp.
- Espinafre (Spinacia oleracea)

Facultativas (requerimeto quantitativo):
- Ervilha (Pisum sativum),
- Cevada (Hordeum vulgare),
- Alface (Lactuca sativa),
- Trigo (Triticum aestivum),
- Nabo (Brassica rapa).